# A Brickleberry epizódjainak listája
A Brickleberry című rajzfilmsorozat epizódjainak listája.

## Évados áttekintés
| Évad | Évad | Epizódok | Eredeti sugárzás     | Eredeti sugárzás   | Eredeti adó    | Magyar sugárzás    | Magyar sugárzás   | Magyar adó     |
| Évad | Évad | Epizódok | Évadpremier          | Évadfinálé         | Eredeti adó    | Évadpremier        | Évadfinálé        | Magyar adó     |
| ---- | ---- | -------- | -------------------- | ------------------ | -------------- | ------------------ | ----------------- | -------------- |
|      | 1    | 10       | 2012. szeptember 25. | 2012. december 4.  | Comedy Central | 2014. augusztus 5. | 2014. október 13. | Comedy Central |
|      | 2    | 13       | 2013. szeptember 3.  | 2013. november 26. | Comedy Central | 2014. október 20.  | 2015. január 12.  | Comedy Central |
|      | 3    | 13       | 2014. szeptember 16. | 2015. április 14.  | Comedy Central | 2015. október 20.  | 2016. január 12.  | Comedy Central |

## 1. évad (2012)
| Sor. | Év. | Cím                                                   | Rendező            | Író                            | Premier                                 | Nézettség   |
| ---- | --- | ----------------------------------------------------- | ------------------ | ------------------------------ | --------------------------------------- | ----------- |
| 1.   | 1.  | Üdvözöljük Brickleberryben! (Welcome to Brickleberry) | Carl Faruolo       | Roger Black és Waco O'Guin     | 2012. szeptember 25. 2014. augusztus 5. | 1,68 millió |
| 2.   | 2.  | Két hét múlva örökké (Two Weeks Notice)               | Brian LoSchiavo    | Rocky Russo és Jeremy Sosenko  | 2012. október 2. 2014. augusztus 12.    | 1,49 millió |
| 3.   | 3.  | Leszámolás a füvesekkel (Saved by the Balls)          | Brian LoSchiavo    | Rocky Russo és Jeremy Sosenko  | 2012. október 9. 2014. augusztus 19.    | 1,69 millió |
| 4.   | 4.  | Mószi vadászidény (Squabbits)                         | Mike Hollingsworth | Roger Black és Waco O'Guin     | 2012. október 16. 2014. augusztus 26.   | 1,05 millió |
| 5.   | 5.  | Fekete Steve (Race Off!)                              | Carl Faruolo       | Michael Jamin és Sivert Glarum | 2012. október 23. 2014. szeptember 3.   | 1,58 millió |
| 6.   | 6.  | Meleg bomba (Gay Bomb)                                | Mike Hollingsworth | Roger Black és Waco O'Guin     | 2012. október 30. 2014. szeptember 10.  | 1,43 millió |
| 7.   | 7.  | Helló, Dottie! (Hello Dottie)                         | Chris Song         | Deepak Sethi                   | 2012. november 13. 2014. szeptember 23. | 1,30 millió |
| 8.   | 8.  | Steve kopasz (Steve's Bald)                           | Zac Moncrief       | Michael Jamin és Sivert Glarum | 2012. november 20. 2014. szeptember 30. | 1,09 millió |
| 9.   | 9.  | Apai problémák (Daddy Issues)                         | Zac Moncrief       | Michael Jamin és Sivert Glarum | 2012. november 27. 2014. október 6.     | 1,31 millió |
| 10.  | 10. | Steve Föld (The Dam Show)                             | Chris Song         | Michael Jamin és Sivert Glarum | 2012. december 4. 2014. október 13.     | 1,33 millió |

## 2. évad (2013)
| Sor. | Év. | Cím                                     | Rendező          | Író                           | Premier                                 | Nézettség   |
| ---- | --- | --------------------------------------- | ---------------- | ----------------------------- | --------------------------------------- | ----------- |
| 11.  | 1.  | A csodatévő tó (Miracle Lake)           | Brian LoSchiavo  | Roger Black és Waco O'Guin    | 2013. szeptember 3. 2014. október 20.   | 1,13 millió |
| 12.  | 2.  | A vissztérés (The Comeback)             | Zac Moncrief     | Rocky Russo és Jeremy Sosenko | 2013. szeptember 10. 2014. október 27.  | 1,17 millió |
| 13.  | 3.  | Ki a jobb parkvezető? (Woody's Girl)    | Ira Sherak       | Roger Black és Waco O'Guin    | 2013. szeptember 17. 2014. november 3.  | 1,25 millió |
| 14.  | 4.  | Lakókocsi park (Trailer Park)           | Brian LoSchiavo  | Michael Rowe                  | 2013. szeptember 24. 2014. november 10. | 1,36 millió |
| 15.  | 5.  | Steve lebénul (Crippleberry)            | Sueng Cha        | Michael Rowe                  | 2013. október 1. 2014. november 17.     | 1,21 millió |
| 16.  | 6.  | Vadőrverseny (Ranger Games)             | Sueng Cha        | Eric Rogers                   | 2013. október 8. 2014. november 24.     | 1,27 millió |
| 17.  | 7.  | Woody kormányzó (My Way or the Highway) | Susie Dietter    | Rocky Russo és Jeremy Sosenko | 2013. október 15. 2014. december 1.     | 1,33 millió |
| 18.  | 8.  | A kis Malloy (Little Boy Malloy)        | Brian LoSchiavo  | Michael Rowe                  | 2013. október 22. 2014. december 8.     | 1,16 millió |
| 19.  | 9.  | A Föld napja (The Animals Strike Back)  | Paul Lee         | Rocky Russo és Jeremy Sosenko | 2013. október 29. 2014. december 15.    | 1,05 millió |
| 20.  | 10. | Malloy megjavítása (Scared Straight)    | Ira Sherak       | Greg White                    | 2013. november 5. 2014. december 22.    | 1,01 millió |
| 21.  | 11. | Marsra szállás (Trip to Mars)           | Sueng Cha        | Josh Weinstein                | 2013. november 12. 2014. december 29.   | 1,12 millió |
| 22.  | 12. | Lángos Maci (My Favorite Bear)          | Spencer Laudiero | Kevin Jakubowski              | 2013. november 19. 2015. január 5.      | 1,11 millió |
| 23.  | 13. | Antikrisztus (Aparkalypse)              | Brian LoSchiavo  | Lew Morton                    | 2013. november 26. 2015. január 12.     | 1,15 millió |

## 3. évad (2014-2015)
| Sor. | Év. | Cím                                                       | Rendező                          | Író                            | Premier                                | Nézettség   |
| ---- | --- | --------------------------------------------------------- | -------------------------------- | ------------------------------ | -------------------------------------- | ----------- |
| 24.  | 1.  | Obama ellátás (Obamascare)                                | Ira Sherak                       | Roger Black és Waco O'Guin     | 2014. szeptember 16. 2015. október 20. | 0,93 millió |
| 25.  | 2.  | Bent a klubban (In Da Club)                               | Spencer Laudiero                 | Lisa Parsons                   | 2014. szeptember 23. 2015. október 27. | 0,74 millió |
| 26.  | 3.  | Miss Nemzeti Park (Miss National Park)                    | Bert Ring                        | Christopher Vane               | 2014. szeptember 30. 2015. november 3. | 0,98 millió |
| 27.  | 4.  | A bátyám az apám (That Brother's My Father)               | Ashley J. Long                   | Rocky Russo és Jeremy Sosenko  | 2014. október 7. 2015. november 10.    | 1,07 millió |
| 28.  | 5.  | Írj nekem Cowboy (Write 'Em Cowboy)                       | Matthew Long                     | Eric Goldberg és Peter Tibbals | 2014. október 14. 2015. november 17.   | 0,89 millió |
| 29.  | 6.  | Régi sebek (Old Wounds)                                   | Ira Sherak                       | Roger Black és Waco O'Guin     | 2014. október 21. 2015. november 24.   | 0,79 millió |
| 30.  | 7.  | Baba apa (Baby Daddy)                                     | Spencer Laudiero                 | Josh Lehrman és Kyle Stegina   | 2014. október 28. 2015. december 1.    | 0,82 millió |
| 31.  | 8.  | Steve a rettenthetetlen pilóta (Steve the Fearless Pilot) | Ashley J. Long                   | Christopher Vane               | 2014. november 4. 2015. december 8.    | 0,84 millió |
| 32.  | 9.  | Magas tétek (High Stakes)                                 | Bert Ring                        | Eric Goldberg és Peter Tibbals | 2014. november 11. 2015. december 15.  | 0,88 millió |
| 33.  | 10. | Sárga vészjelzés (Amber Alert)                            | Matthew Long                     | Rocky Russo és Jeremy Sosenko  | 2014. november 18. 2015. december 22.  | 0,88 millió |
| 34.  | 11. | Zsaruk és fenekek (Cops and Bottoms)                      | Ira Sherak                       | Roger Black és Waco O'Guin     | 2015. március 31. 2015. december 29.   | 0,66 millió |
| 35.  | 12. | Nem könnyű a tábor (Campin' Ain't Easy)                   | Spencer Laudiero és Matthew Long | Evan Shames                    | 2015. április 7. 2016. január 5.       | 0,58 millió |
| 36.  | 13. | Globális felmelegedés (Global Warning)                    | Ashley J. Long                   | Roger Black és Waco O'Guin     | 2015. április 14. 2016. január 12.     | 0,58 millió |

## Különkiadás (2020)
| Sor. | Év. | Cím                                                                | Rendező        | Író                        | Premier          |
| ---- | --- | ------------------------------------------------------------------ | -------------- | -------------------------- | ---------------- |
| 1.   | 1.  | Paradise rendőrei Brickleberryben (Paradise PD Meets Brickleberry) | Brian Mainolfi | Waco O'Guin és Roger Black | 2020. március 6. |